# Myriagontal
Myriagontal är en sorts figurtal som representerar en myriagon. Det n:te myriagontalet ges av formeln
{\displaystyle {\frac {9998n^{2}-9996n}{2}}}
De första myriagontalen är:
1, 10000, 29997, 59992, 99985, 149976, 209965, 279952, 359937, 449920, 549901, 659880, 779857, 909832, 1049805, 1199776, 1359745, 1529712, 1709677, 1899640, 2099601, 2309560, 2529517, 2759472, 2999425, 3249376, 3509325, 3779272, … (talföljd A167149 i OEIS)